# Hongkongse Plattelandscomité
De Hongkongse Plattelandscomité is een overheidsorgaan dat het welzijn van de autochtone Hongkongers in de New Territories vertegenwoordigd. De voorzitter van elk plattelandscomité vertegenwoordigt zijn eigen streek in de Heung Yee Kuk. Ook is de voorzitter informeel lid van het districtsraad. De meeste voorzitters zijn mannen. Dit past bij de traditionele cultuur van autochtonen waar de mannen zich met politieke zaken bemoeien.
In de volgende zevenentwintig streken zijn Hongkongse Plattelandscomités te vinden:
- Cheung Chau
- Lamma Island (North)
- Lamma Island (South)
- Mui Wo
- Peng Chau
- South Lantao
- Tai O
- Tung Chung
- Tsing Yi
- Fanling District
- Sha Tau Kok District
- Sheung Shui District
- Ta Kwu Ling District
- Hang Hau
- Sai Kung
- Shat Tin
- Tuen Mun
- Sai Kung North
- Tai Po
- Ma Wan
- Tsuen Wan
- Ha Tsuen
- Kam Tin
- Pat Heung
- Ping Shan
- San Tin
- Shap Pat Heung